# Strażnica Straży Granicznej w Czarnej Górnej
Strażnica Straży Granicznej w Czarnej Górnej – zlikwidowana graniczna jednostka organizacyjna Straży Granicznej realizująca zadania bezpośrednio w ochronie granicy państwowej z Ukrainą.

## Formowanie i zmiany organizacyjne
19 marcu 2004 oddano do użytku wybudowany od podstaw w Czarnej Górnej obiekt Straży Granicznej z zapleczem socjalnym współfinansowany ze środków Unii Europejskiej. 23 marca 2004 Strażnica Straży Granicznej w Czarnej Górnej została włączona do systemu ochrony granicy przejmując odcinek granicy państwowej po zlikwidowanej strażnicy SG w Lutowiskach. Natomiast 26 marca odbyło się uroczyste otwarcie Strażnicy SG w Czarnej Górnej
Jako Strażnica Straży Granicznej w Czarnej Górnej funkcjonowała do 23 sierpnia 2005 i 24 sierpnia 2005 Ustawą z 22 kwietnia 2005 O zmianie ustawy o Straży Granicznej... została przekształcona na Placówkę Straży Granicznej w Czarnej Górnej (PSG w Czarnej Górnej).

## Sąsiednie graniczne jednostki organizacyjne
- GPK SG w Krościenku ⇔ Strażnica SG w Stuposianach – 23.03.2004.

## Komendanci strażnicy
- por. SG Jacek Siara (od 23.03.2004)[1].